# Peter Anson
Peter Anson, 7th Baronet (* 31. Juli 1924; † 17. April 2018) war ein Offizier der Royal Navy. Er war der Sohn von Sir Edward Reynell Anson, 6. Baronet Anson, und Frances Alison Pollock.

## Leben
Anson wurde am Britannia Royal Naval College in Dartmouth ausgebildet und kämpfte zwischen 1941 und 1945 im Zweiten Weltkrieg, wo er im Südwestpazifik diente und in Kriegsgefangenschaft geriet. Er trat am 26. Juni 1951 die Nachfolge als 7. Baronet Anson an und heiratete am 16. April 1955 Elizabeth Audrey Clarke, die Tochter von Charles Philip Clarke (1898–1966) und Audrey Doreen White (1902–1976). Peter Anson hatte zwei Söhne und zwei Töchter. Der ältere Sohn, Philip Roland Anson, geboren am 4. Oktober 1957, erbte den Titel des Barons. 
Zwischen 1957 und 1958 dient Anson bei der Royal Navy als Kommandant der HMS Alert auf der Far East Station und erlangte zwischen 1961 und 1962 den Rang eines Kommandanten auf der HMS Broadsword. Außerdem erlangte er zwischen 1966 und 1968 den Rang eines kommandierenden Offiziers auf der HMS Naiad und zwischen 1968 und 1970 auf der HMS Mercury. 
Außerhalb des Militärdienstes wurde Anson 1974 zum Companion, Order of the Bath und 1985 zum Vorsitzenden von Marconi Space Systems ernannt. 1993 bekleidete er das Amt des Deputy Lieutenant of Surrey und des High Sheriff of Surrey.